# Grauers breedbek
De Grauers breedbek (Pseudocalyptomena graueri) is een zangvogel uit de familie Eurylaimidae (breedbekken en hapvogels). De naam verwijst naar zijn ontdekker, de Oostenrijkse zoöloog Rudolf Grauer (1870-1927).

## Verspreiding en leefgebied
Deze soort komt voor in het Itombwe-gebergte van oostelijk Congo-Kinshasa en zuidwestelijk Oeganda.

## Status
De grootte van de populatie is in 2019 geschat op 2500-10.000 volwassen vogels en dit aantal neem snel af door habitatverlies. Op de Rode lijst van de IUCN heeft deze soort daarom de status kwetsbaar.